# Lincoln Futura

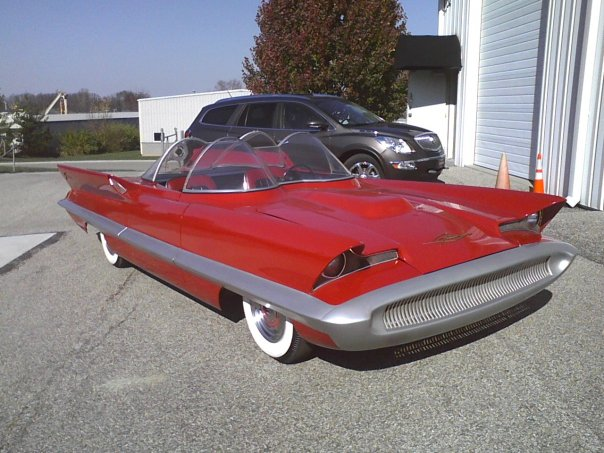
Ein Nachbau des Lincoln Futura, hier ein „Rückbau“ aus einer Kopie des Batmobils

Der Lincoln Futura war ein Konzeptfahrzeug von Lincoln. Das handgefertigte Einzelstück wurde 1955 vorgestellt und die Baukosten betrugen 250.000 $. Die Designstudie produzierte die Ghia im Auftrag von Ford. Das Fahrgestell wurde dem Lincoln Mark II entnommen. 
Besonders extravagant waren zwei getrennte Fahrgastraumhauben, die an Düsenjägerkanzeln erinnerten, und die großen Heckflossen.  Die Heckflossen wurden in Serienmodelle übernommen, und der Futura bekam in dem Film It Started with a Kiss, rot lackiert, die automobile Hauptrolle. George Barris kaufte das Fahrzeug und verwandelte es 1966 für die TV-Serie Batman zum Batmobil. Im Januar 2013 erzielte das Fahrzeug bei einer Auktion einen Preis von 4,2 Mio. US-Dollar (umgerechnet 3,1 Millionen Euro).